# الجماعة الكاريبية
██ الأعضاء
██ الأعضاء المنتسبون
██ المراقبين 

البلدان الأعضاء والمراقبين في كاريكوم
██ الأعضاء
██ الأعضاء المنتسبون
██ المراقبين

مجموعة الكاريبي (بالإنجليزية:  Caribbean Community أو Caricom)‏ (بالإسبانية: Comunidad del Caribe)‏ تأسست يوم 4 يوليو 1973 بتوقيع معاهدة تشاغواراماس بين رؤساء وزراء الدول الأربع (بربادوس ، وغيانا ، وجامايكا ترينيداد وتوباغو) لتعزيز العلاقات ودمج
سوق مشتركة في منطقة البحر الكاريبي. أصبح يضم الآن 15 عضوا كامل، و 5 أعضاء منتسبين و 7 مراقبين، أغلبيتهم ينتمون إلى الكومنولث البريطاني .

## الأهداف
- التكامل الاقتصادي بين الدول الاعضاء من خلال إنشاء سوق مشتركة.
- تنسيق السياسات الخارجية للدول الاعضاء.
- تعزيز التعاون في المجالات التعليمية والثقافية والصناعية.

## الأسبانية في الجماعة الكاريبية
رغم أن اللغة الإنجليزية هي اللغة الرسمية لمعظم أعضائها، بدأت الأسبانية تفرض نفسها. في عام 2003 وافقت مجموعة الكاريبي على جعل اللغة الإسبانية اللغة الرسمية الثانية المعترف بها وضرورة الترويج لها في المنطقة، وطلبت المساعدة من كوبا ومنظمة الدول الأمريكية. اتخذ القرار للمساعدة في الحد من الفجوة الثقافية التي تفصل بين جيرانهم دول أمريكا اللاتينية.

## أعضاء الجماعة الكاريبية
| الحالة              | الدولة                               |
| ------------------- | ------------------------------------ |
| دول دات عضوية كاملة | أنتيغوا وباربودا (4 يوليو 1974)      |
| دول دات عضوية كاملة | جزر البهاما (4 يوليو 1983)           |
| دول دات عضوية كاملة | باربادوس (1 أغسطس1973)               |
| دول دات عضوية كاملة | بليز (1 ماي 1974)                    |
| دول دات عضوية كاملة | دومينيكا (1 ماي1974)                 |
| دول دات عضوية كاملة | غرينادا (1 ماي 1974)                 |
| دول دات عضوية كاملة | غيانا (1 أغسطس1973)                  |
| دول دات عضوية كاملة | هايتي (2 يوليو 2002)                 |
| دول دات عضوية كاملة | جامايكا (1 أغسطس 1973)               |
| دول دات عضوية كاملة | مونتسرات 1 ماي 1974)                 |
| دول دات عضوية كاملة | سانت لوسيا (1 ماي 1974)              |
| دول دات عضوية كاملة | سانت كيتس ونيفيس (26 يوليو 1974)     |
| دول دات عضوية كاملة | سانت فينسنت والغرينادين (1 ماي 1974) |
| دول دات عضوية كاملة | سورينام (4 يوليو 1995)               |
| دول دات عضوية كاملة | ترينيداد وتوباغو (1 أغسطس 1973)      |
| الأعضاء المنتسبون   | جزر العذراء البريطانية (يوليو 1991)  |
| الأعضاء المنتسبون   | جزر توركس وكايكوس (يوليو 1991)       |
| الأعضاء المنتسبون   | أنغويلا (يوليو 1999)                 |
| الأعضاء المنتسبون   | جزر كايمان (16 ماي 2002)             |
| الأعضاء المنتسبون   | برمودا (2 يوليو 2003)                |
| الدول المراقبة      | أروبا                                |
| الدول المراقبة      | كولومبيا                             |
| الدول المراقبة      | جمهورية الدومينيكان                  |
| الدول المراقبة      | المكسيك                              |
| الدول المراقبة      | الأنتيل الهولندية                    |
| الدول المراقبة      | بورتوريكو                            |
| الدول المراقبة      | فنزويلا                              |

## وصلات خارجية
- الموقع الرسمي لمجموعة الكاريبي (بالإنجليزية)